# Amilcare Puviani
Amilcare Puviani (San Felice sul Panaro, 26 marzo 1854 – San Felice sul Panaro, 12 settembre 1907) è stato un economista italiano.
Si laureò in giurisprudenza a Bologna all'età di 22 anni, il 29 luglio 1870, a pieni voti e con lode speciale. Trasferitosi a Roma, si dedicò alla pratica forense. Nel 1880 tuttavia, preferendo la didattica alla carriera di avvocato, conseguì la libera docenza in economia politica presso l'Università di Bologna. Nella stessa Università divenne professore di scienza delle finanze e diritto finanziario. Nel 1889 vinse il concorso per professore di economia politica, statistica e scienza delle finanze nel Regio Istituto tecnico di Perugia. Nel 1890 passò alla facoltà di giurisprudenza di Perugia, dove rimase fino alla morte. Rifiutò trasferimenti in sedi prestigiose, quali quelle di Genova e Torino.
Il suo lavoro fu ostacolato da una grave malattia agli occhi che lo portò alla quasi assoluta cecità. Ciò nonostante continuò a svolgere un'intensa attività di studio, documentata dalle sue pubblicazioni. Per tutta la vita rimase legato al suo paese natale, dove ritornava regolarmente e dove morì il 12 settembre 1907.
Una delle sue opere più importanti è Teoria della illusione finanziaria, scritto nel 1903, ristampato nella seconda metà del Novecento in Italia e in Germania.

## Scritti
- Del sistema economico borghese in rapporto alla civiltà, Zanichelli 1883
- La causa prima delle armonie e disarmonie finanziarie, Zanichelli, 1887
- L'imposta sulla pigione, con particolare riguardo all'imposta sui fabbricati in Italia. Mareggiani, 1888
- Questioni preliminari ad uno studio dell'imposta sui fabbricati, Tipografia Fava e Garagnani, 1889
- Il contenuto dell'imposta sui fabbricati secondo la scienza delle finanze ed il diritto finanziario, Santucci, 1890
- Sul prodotto ricostituente nell'industria dei fabbricati : studio di economia sociale e di scienza delle finanze, Fava e Garagna, 1892
- Il problema edonistico nella scienza delle finanze, Roux Frassati, 1896
- Moventi e fenomeni economici in una casa di forza, Roux Frasassi, 1896
- Teoria della illusione nelle entrate pubbliche, Unione Tipografica Cooperativa, 1897
- Teoria della illusione finanziaria, Remo Sandron, 1903 (rist. italiana, Istituto Editoriale Internazionale, 1973, a cura di Franco Volpi; ed. tedesca, Die Illusionen in der öffentlichen Finanzwirtschaft, ca. 1960)
- Una pagina di storia della nostra imposta sui fabbricati, Unione Tipografica Cooperativa, 1905